# Ammophila punti
Ammophila punti es una especie de avispa del género Ammophila, familia Sphecidae.

## Taxonomía
Fue descrito por primera vez en 1988 por Guichard.